# Rockstar (Post-Malone-Lied)
Rockstar ist ein Lied des US-amerikanischen Rappers Post Malone mit einem Gastpart von 21 Savage. Es erschien am 15. September 2017 über Republic Records, als die erste Single von seinem zweiten Studioalbum Beerbongs & Bentleys (2018). Das Lied wurde von den beiden Künstlern, Carl Austin Rosen, Joey Badass, Olufunmibi Awoshiley und Louis Bell geschrieben. Für die Produktion war Bell mit Tank God verantwortlich.
Rockstar entwickelte sich zu einem internationalen Hit. In mehreren Staaten erreichte es die Spitzenpositionen der Charts, u. a. in den USA, im Vereinigten Königreich und in Österreich. Den Schallplattenauszeichnungen zufolge verkaufte sich das Stück über 12,6 Millionen Mal. Es erhielt zwei Nominierungen bei den Grammy Awards 2019 in den Kategorien Record of the Year und Best Rap/Sung Collaboration. Keinen der beiden Preise konnte es gewinnen.

## Komposition und Inhalt
Dem Portal TuneBeat zufolge befindet sich das Lied in f-Moll, mit einem Tempo von 160 Beats per minute (bpm). Es wurde von Post Malone, 21 Savage, Carl Austin Rosen, dem Rapper Joey Badass, Olufunmibi Awoshiley und Louis Bell geschrieben. Inhaltlich befassen die Rapper sich in Rockstar mit ihrem Leben als Superstars.

## Kommerzieller Erfolg
Rockstar stieg in der Woche vom 7. Oktober auf Platz zwei der Billboard Hot 100 ein. Ende Oktober erreichte es die Spitzenposition als erstes Lied beider Künstler. Es konnte sich 41 Wochen in der US-amerikanischen Hitparade halten und wurde von der Recording Industry Association of America (RIAA) mit Achtfachplatin ausgezeichnet. Im Vereinigten Königreich stieg es auf Platz fünf ein und avancierte in der folgenden Woche auf Platz zwei, bevor es in der dritten Chartwoche die Spitzenposition erreichte. Von der British Phonographic Industry (BPI) wurde es mit Zweifachplatin ausgezeichnet, was 1,2 Millionen Verkäufen entspricht. In Österreich, Australien, Kanada, Irland, Portugal, Neuseeland, Schweden, Finnland, Norwegen und Dänemark konnte es ebenfalls die Spitzenposition erreichen. In Deutschland stieg das Lied auf Platz 13 ein und sprang in der folgenden Woche auf Platz zwei, wo es sich fünf Wochen halten konnte. Vom Bundesverband Musikindustrie (BVMI) wurde es für eine Million verkaufte Einheiten im Januar 2021 mit Diamant ausgezeichnet, damit zählt Rockstar zu den meistverkauften Singles in Deutschland.
Mit über 2,6 Milliarden Streams auf Spotify befindet sich das Lied auf Platz fünf der meistgestreamten Lieder weltweit.

### Chartplatzierungen
| ChartsChartplatzierungen       | Höchstplatzierung | Wochen |
| ------------------------------ | ----------------- | ------ |
| Deutschland (GfK)              | 2 (43 Wo.)        | 43     |
| Österreich (Ö3)                | 1 (40 Wo.)        | 40     |
| Schweiz (IFPI)                 | 2 (49 Wo.)        | 49     |
| Vereinigte Staaten (Billboard) | 1 (41 Wo.)        | 41     |
| Vereinigtes Königreich (OCC)   | 1 (36 Wo.)        | 36     |

| ChartsJahrescharts (2017)      | Platzierung |
| ------------------------------ | ----------- |
| Deutschland (GfK)              | 21          |
| Österreich (Ö3)                | 20          |
| Schweiz (IFPI)                 | 49          |
| Vereinigte Staaten (Billboard) | 56          |
| Vereinigtes Königreich (OCC)   | 22          |

| ChartsJahrescharts (2018)      | Platzierung |
| ------------------------------ | ----------- |
| Deutschland (GfK)              | 21          |
| Österreich (Ö3)                | 36          |
| Schweiz (IFPI)                 | 18          |
| Vereinigte Staaten (Billboard) | 5           |
| Vereinigtes Königreich (OCC)   | 24          |

| ChartsJahrescharts (2010–2019) | Platzierung |
| ------------------------------ | ----------- |
| Österreich (Ö3)                | 38          |
| Vereinigte Staaten (Billboard) | 23          |
| Vereinigtes Königreich (OCC)   | 50          |

### Auszeichnungen für Musikverkäufe
| Land/Region                  | Auszeichnungen für Musikverkäufe (Land/Region, Auszeichnung, Verkäufe) | Verkäufe   |
| ---------------------------- | ---------------------------------------------------------------------- | ---------- |
| Australien (ARIA)            | 14× Platin                                                             | 980.000    |
| Belgien (BRMA)               | 2× Platin                                                              | 60.000     |
| Brasilien (PMB)              | 3× Diamant                                                             | 480.000    |
| Dänemark (IFPI)              | 4× Platin                                                              | 360.000    |
| Deutschland (BVMI)           | 3× Platin                                                              | 1.200.000  |
| Finnland (IFPI)              | 9× Platin                                                              | 360.000    |
| Frankreich (SNEP)            | Diamant                                                                | 233.333    |
| Italien (FIMI)               | 4× Platin                                                              | 200.000    |
| Kanada (MC)                  | Diamant                                                                | 800.000    |
| Mexiko (AMPROFON)            | Diamant · + 5× Gold                                                    | 450.000    |
| Neuseeland (RMNZ)            | 9× Platin                                                              | 270.000    |
| Niederlande (NVPI)           | 4× Platin                                                              | 320.000    |
| Norwegen (IFPI)              | 4× Platin                                                              | 240.000    |
| Österreich (IFPI)            | Gold                                                                   | 15.000     |
| Polen (ZPAV)                 | 3× Platin                                                              | 150.000    |
| Portugal (AFP)               | 6× Platin                                                              | 60.000     |
| Schweden (IFPI)              | 7× Platin                                                              | 560.000    |
| Spanien (Promusicae)         | 2× Platin                                                              | 120.000    |
| Vereinigte Staaten (RIAA)    | Diamant                                                                | 10.000.000 |
| Vereinigtes Königreich (BPI) | 4× Platin                                                              | 2.400.000  |
| Insgesamt                    | 2× Gold · 77× Platin · 7× Diamant ·                                    | 19.248.333 |